# Вибори до Івано-Франківської обласної ради 2010
Вибори до Івано-Франківської обласної ради 2010 — вибори до Івано-Франківської обласної ради, що відбулися 31 жовтня 2010 року. Вибори пройшли за змішаною системою. 

## Результати виборів
| № | Партія чи блок            | Голосів «За» | У %   | +/- відсотків у порівнянні з попередніми виборами | Місць |
| - | ------------------------- | ------------ | ----- | ------------------------------------------------- | ----- |
| 1 | ВО «Свобода»              |              | 16,46 |                                                   | 13    |
| 2 | ВО «Батьківщина»          |              | 14,49 |                                                   | 11    |
| 3 | Фронт Змін                |              | 12,98 |                                                   | 10    |
| 4 | Партія регіонів           |              | 8,19  |                                                   | 6     |
| 5 | Наша Україна              |              | 7,59  |                                                   | 6     |
| 6 | Українська народна партія |              | 4,15  |                                                   | 3     |
| 7 | Українська партія         |              | 3,68  |                                                   | 3     |
| 8 | Народний рух України      |              | 3,49  |                                                   | 3     |
| 9 | УДАР                      |              | 3,40  |                                                   | 2     |
|   | Проти всіх                |              |       | —                                                 | —     |
|   | Недійсні бюлетені         |              |       | —                                                 | —     |
|   | В цілому                  |              | 100 % |                                                   |       |

```
17 — ВО «Свобода»,
16 — ВО «Батьківщина»,
15 — «Наша Україна»,
13 — «Фронт змін»,
11 — Партія регіонів,
11 — «Українська партія»,
9 — «Народна партія»,
5 — УНП,
5 — «Відродження»,
4 — УРП «Собор»,
3 — НРУ,
2 — 
«Удар»
,
1 — «За Україну!»
[
1
]
```